# Alnwick Abbey

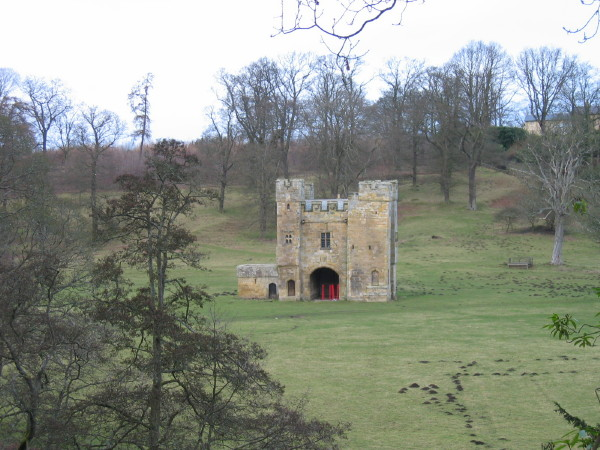
Torhaus der Alnwick Abbey

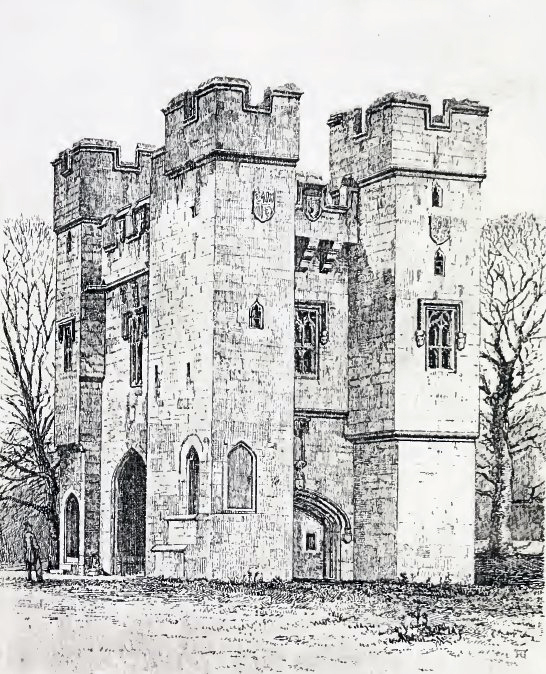
Zeichnung von 1862

Die Alnwick Abbey ist ein ehemaliges Prämonstratenser-Kloster bei der Kleinstadt Alnwick in der Grafschaft (county) Northumberland im Nordosten Englands.

## Lage
Das Abteigelände lag in einer Schleife des Flüsschens Aln in einer Höhe von etwa 65 m; die Entfernung zur Nordsee beträgt nur etwa 10 km (Luftlinie).

## Geschichte
Im Jahr 1147 stiftete der anglo-normannische Adlige Eustace FitzJohn dem bereits in Newsham (Lincolnshire) ansässigen Prämonstratenserorden mehrere Ländereien und Geldbeträge zum Bau eines Klosters. Über dessen Größe und weitere Geschichte ist nicht viel bekannt; auch mehrere Äbte sind namentlich unbekannt. Das Kloster muss jedoch reich gewesen sein, denn im Jahr 1376 konnte der Abt Walter de Hepescotes 120 Ritter und deren Tross bewirten. Im Jahr 1539 wurde es im Rahmen der von Heinrich VIII. betriebenen Auflösung der englischen Klöster endgültig aufgelöst.

## Architektur
Außer dem im 18. und frühen 19. Jahrhundert umfangreich restaurierten (d. h. in Teilen neu gebauten) viertürmigen und mit Zinnen versehenen Torhaus des 14. Jahrhunderts sind keine baulichen Überreste der Abtei erhalten.